# Zaghamra
Zaghamra (fr. Zerhamra) – osada i oaza na Saharze w zachodniej Algierii, w gminie Bani Abbas. 
Zerhamra to także nazwa meteorytu (dokładniej oktaedrytu) o masie 630 kg, który został znaleziony 2 lutego 1967 roku przez geologa Frangois Arbey 22 kilometry od Zaghamry.  